# Korea JoongAng Daily
O Korea JoongAng Daily é um dos três jornais diários em língua inglesa da Coreia do Sul. A publicação é atualmente vendido em conjunto com o International Herald Tribune.